# Budîceanî, Ciudniv
Budîceanî (în ucraineană Будичани) este o comună în raionul Ciudniv, regiunea Jîtomîr, Ucraina, formată numai din satul de reședință.

## Demografie
Componența lingvistică a comunei Budîceanî
     Ucraineană (99,59%)
     Alte limbi (0,41%)
Conform recensământului din 2001, majoritatea populației comunei Budîceanî era vorbitoare de ucraineană (99,59%), existând în minoritate și vorbitori de alte limbi.